# Dub Housing
Dub Housing är ett musikalbum av Pere Ubu som lanserades i november 1978 på Chrysalis Records. Det var gruppens andra studioalbum. Skivan sålde i mycket liten upplaga, men räknas ändå som inflytelserik inom experimentell rock och postpunk. Fotografiet på omslaget visar hyreshus i mörker på Prospect Avenue nära Cleveland, där medlemmarna i bandet bodde då detta album spelades in. Albumet blev listat som #9 i tidningen The Village Voices "Pazz & Jop"-lista 1979.

## Låtlista
1. "Navvy" – 2:40
2. "On the Surface" – 2:35
3. "Dub Housing" – 3:39
4. "Caligari's Mirror" – 3:49
5. "Thriller!" – 4:36
6. "I, Will Wait" – 1:45
7. "Drinking Wine Spodyody" – 2:44
8. "(Pa) Ubu Dance Party" – 4:46
9. "Blow Daddy-O" – 3:38
10. "Codex" – 4:55